# Indústrias Reunidas Fábricas Matarazzo
Les Indústrias Reunidas Fábricas Matarazzo (IRFM), basées dans la ville de Sao Paulo au Brésil, étaient le plus grand groupe d'entreprises d'Amérique latine, atteignant, au sommet de leur développement, dans les années 1940, à inclure environ 350 entreprises dans divers secteurs tels que l'alimentation, le textile, la production de boissons, le transport terrestre et maritime, les ports, les chemins de fer, la construction navale, la métallurgie, l'agriculture, l'énergie, le bancaire, l'immobilier et autres.
Ils employaient environ 6% de la population du Grand Sao Paulo et généraient le quatrième revenu brut du Brésil. Ils possédaient des unités de production dans plusieurs municipalités brésiliennes, avec la plus forte concentration dans l'État de Sao Paulo. Son fondateur était l'immigré italien Francesco Matarazzo (it), qui fut pendant de nombreuses années l'homme le plus riche du pays.

## Histoire
Francesco Matarazzo a lancé son entreprise en 1891 avec une petite entreprise qui vendait du saindoux à Sorocaba, une ville près de San Paolo. Cette première activité fut bientôt rejointe par l'importation de farine de blé et de coton en provenance des États-Unis. Avec la guerre hispano-américaine de 1898, qui impliqua certaines colonies d'Amérique centrale, l'importation de farine des États-Unis fut compromise. Matarazzo a alors commencé à importer le produit d'Argentine. Il a donc décidé de transformer la farine au Brésil. Avec l'aide du crédit que lui accorda la banque britannique "The London and Brazilian Bank" (devenue "Bank of London and South America"), il construisit en 1900 un moulin moderne à São Paulo dans la banlieue de Pari.
Le "Moinho Matarazzo", comme on l'appelait, était à l'époque la plus grande usine de la ville de San Paolo. L'usine traitait 2 500 sacs de farine par jour, pesant chacun 44 kilogrammes.
Peu de temps après, Matarazzo a décidé de produire également les boîtes d'emballage, ouvrant une entreprise métallurgique. Fidèle à la pratique d'investir dans plusieurs branches de la chaîne d'approvisionnement, il a commencé à produire des sacs en coton pour la farine.
En 1911, les différentes unités industrielles qui desservaient les différentes activités de Matarazzo ont été réunies en une seule organisation donnant ainsi vie à l'IRFM - Indústrias Reunidas Francesco Matarazzo (plus tard Indústrias Reunidas Fábricas Matarazzo). La devise de l'entreprise était Fides, Honor, Labor (Foi, Honneur, Travail).
À la fin des années 1980, l'entreprise Matarazzo déclara faillite, sous la direction de Maria Pia Matarazzo, petite-fille du fondateur.